# Публий Теренций Тускивикан
Публий Теренций Тускивикан (на латински: Publius Terentius Tuscivicanus), от плебейската фамилия Теренции (на латински: gens Terentia, Terentii), е политик на Римската република през 2 век пр.н.е.
През 167 пр.н.е. Публий Теренций Тускивикан е в петчленна сенатска комисия заедно с Публий Елий Лиг (консул 172 пр.н.е.), Гней Бебий Тамфил, Гай Цицерей и Публий Манилий (вероятно баща на Публий Манилий консул от 120 пр.н.е.) със задачата да се установи новия ред в Илирия след римската победа над македонския цар Персей.